# Andreas Lukesch
Andreas Lukesch (* 1965) ist ein deutscher Journalist und Chefredakteur.

## Beruflicher Werdegang
Lukesch begann seine journalistische Laufbahn 1987 mit einem Volontariat bei der Oberhessischen Presse in Marburg. Im Anschluss war er dort als Redakteur tätig. Von 2001 bis 2010 war er stellvertretender Lokalchef der Westdeutschen Zeitung in Wuppertal. 2010 wurde er Chefredakteur der Bietigheimer Zeitung. Seit Anfang 2019 bis Juni 2021 war er Chefredakteur der Hessischen/Niedersächsischen Allgemeinen.